# Unfabulous and More
Unfabulous and More é a trilha-sonora do seriado Unfabulous, e o primeiro álbum da atriz e cantora Emma Roberts.

## Faixas
1. "I Wanna Be" (Daniel Holter, Michael Standal) – 3:14
2. "Punch Rocker" (Jill Sobule) – 2:33
3. "Say Goodbye to Jr. High" (Anjulie Persaud) – 3:39
4. "I Have Arrived" (Jeannie Lurie, Holly Mathis, Lindsay Sorensen, Christopher Sorensen) – 3:23
5. "94 Weeks (Metal Mouth Freak)" (Sobule) – 3:49
6. "This Is Me" (Marshall Altman, Emma Roberts, Erin Workman) – 3:40
7. "Dummy" (Franne Golde, Kasia Livingston, Andrew Williams) – 3:08
8. "Mexican Wrestler" (Robin Eaton, Sobule) – 5:02
9. "We Are Gonna Happen" (Dave Derby, Colleen Fitzpatrick, Michael Kotch) – 3:35
10. "New Shoes" (Sue Rose, Sobule) – 2:16